# NINKU -忍空-
『NINKU -忍空-』（にんくう）は、桐山光侍による日本の漫画、およびそれを原作としたテレビアニメ、アニメ映画。題名の「忍空」は作中に登場する架空の武術の名前で、「忍術」と「空手」を組み合わせたものである。

## 概要
『週刊少年ジャンプ』（集英社）1993年26号より連載開始。連載当初より人気を得るも1994年30号で連載中断。同年秋のイベント『ジャンプスーパーアニメツアー』用のオリジナルアニメ『ナイフの墓標』（脚本・橋本裕志）の漫画版読切を経た後、51号より連載を再開した。仕切り直しにあたり、物語は中断前の過去を描くことになり、当時のJリーグの2シーズン制に倣って、再開後を『セカンドステージ』、中断前を『ファーストステージ』と称するようになった。
TVアニメ化という商業的な意味合いも大きい連載再開だったが、4か月持たずに再び連載は中断してしまう。その後、橋本をストーリーアシスタント（原案協力）として再開したものの（単行本9巻部分に相当）、3か月後の1995年38号で3度目の中断となった。度重なる中断に関して桐山は後に「元々、格闘技に関しては、プロレスは好きだったが、テレビ等で見ていただけで、他の格闘技に関しては殆ど知識が無く、忍空の『空（空手）』を描くことが段々出来なくなっていった」と語っている。
この後、『月刊少年ジャンプ』（集英社）1996年1月号および2月号にて、本編とは全く関係ないギャグタッチの番外編読切『バットとボール』を執筆する。これは当時のジャンプ編集長から、「連載を止めるにしても、最後にケジメだけはしっかりつけるように」と言われたからだという。
以降、未完の作品として放置されていたが、『ウルトラジャンプ』（集英社）2005年10月号より『忍空 〜SECOND STAGE 干支忍編〜』（-セカンドステージ えとにんへん）としてセカンドステージの続きが連載終了から10年ぶりに再開され、2011年10月号をもって完結した。
単行本は『週刊少年ジャンプ』時代のものが全9巻、干支忍編が全12巻。また、読み切りや原型となる話が収録された短編集『忍空 零 〜忍空短編集〜』（全1巻）がある。いずれもジャンプコミックス刊。干支忍編のコミックスのカバーを外すと、表紙のキャラクターのプロフィールが記載されている。なお、『忍空 零』では里穂子とヒロユキのプロフィールが記載されている。
2006年から2007年にかけて『週刊少年ジャンプ』連載分が集英社文庫コミックで文庫化された。全6巻。

## ストーリー
ファーストステージ
忍空組の活躍により戦乱の世も治まったかに見えたEDO暦3年、風助は旅の中で忍空組の残党が悪事を働いているのを目にする。そんな折、共に忍空を修行した橙次が残党の過激派に囚われたとの報に接する。彼らは「忍空狼」と名乗り、1人1人が隊長顔負けの実力を持つ刺客を干支忍達に放っていた。かくして干支忍と忍空狼による忍空戦争が勃発した。
『NINKU -忍空-』の単行本1巻〜8巻に収録。
セカンドステージ
MUROMACHI暦155年、戦乱で両親を亡くした風助は橙次と出会い、忍空を学ぶ事を決意する。その2年後、割拠する群雄達が統合されていく事を察した忍空組の頭目・麗朱は戦乱に終止符を打つべく弟子である干支忍を招集。風助達はその途上で「夜叉」連合軍と対峙する。
『NINKU -忍空-』の単行本7巻〜9巻に収録。
SECOND STAGE 干支忍編
未完だったセカンドステージのその後の物語。風助と干支忍達との出会いを重点として描かれている。風助達の旅は続くが、「夜叉」連合軍が特殊な僧兵を擁する恍然宗と同盟を組むなど、戦いは激しさを増していく。
『忍空 〜SECOND STAGE 干支忍編〜』の単行本1巻〜12巻に収録。
ちょっとだけファーストステージ
執筆時期としてはセカンドステージ〜干支忍編の途中だが、実質的にファーストステージの後日談となる番外編。師・麗朱が遺したトウモロコシ畑を引き継いでいた風助は、その収穫を干支忍仲間に配りに出かける。全体的にギャグ色が強いが、藍朓編のみ「夜叉」残党との戦いを描いたシリアスな内容。

## 忍空・干支忍
忍空とは忍術と空手を組み合わせた史上最強の武術。12の流派がある。それぞれ身体能力の中で突出する部分（空力）や操る事のできる自然の力が異なっている。
忍空の技は2種類に大別される。12流派でも共通な忍術の流れを汲む技を忍技、12流派の特色である空力と自然の力を利用する技を空技と呼ぶ。
それぞれの流派の頂点に立った忍空使いは干支忍と呼ばれ、自然界の龍の姿を見る事ができる。天下分け目の戦では干支忍12人を隊長に「忍空組」を結成（アニメでは忍空隊）、将軍家（アニメでは共和軍）に加勢し、戦を早期終結に導いた。
戦う時は必ず「忍空組○○番隊隊長（隊員） ○○の○○」というように自分の部隊や干支（隊長のみ）、自分の名前を戦う前に名乗る。また干支忍が本気で戦う時は勝身煙（かちみけむり）と呼ばれる蒸気を体から発する。
干支忍同士の結束力は強く、干支忍の名前には「風林火山」と虹の色（赤・橙・黄・緑・青・藍・紫）と黒の文字が付いている。
時に忍空使い同士が大きく争う事があり、この戦いを「忍空戦争」と呼び、作中では2度起きている。麗朱ら旧干支忍とその他の忍空使いの戦いを「第一次忍空戦争」、風助達現干支忍と紅率いる忍空狼の戦いを「第二次忍空戦争」と呼び、2度共に干支忍の全面勝利となっている。
一番隊・子忍（ねにん）
風を操る事のできる忍空。打撃全般を得意とし、俊足を誇る。他の流派に比べて登場する技の数が極端に多い。
隊長：風助（主人公）
隊員：朱雀（忍空狼の刺客、アニメではバサラ三獣士）
技：空手裏剣、空圧拳、空風弾、空圧掌、空子旋、空狂乱、空風掌、空風壁など
二番隊・丑忍（うしにん）
大気中の元素を体内に吸収して、体を鉱物化する事のできる忍空。また、自身の血液中に存在する鉄分を操作する事も可能。腕力に優れる。
隊長：林慶
隊員：獏（忍空狼の刺客）、白虎（アニメオリジナル、バサラ三獣士）
技：空鉛砕、空鉛魂（自称・獏流忍空）など
三番隊・寅忍（とらにん）
物に宿る精霊（その物を使ってきた人々の思いの結晶とも言える）の力を借りて、物を自在に操る事ができる忍空。
隊長：火瑠
技：空霊翔、空霊塊、空霊弾など
四番隊・卯忍（うにん）
光系の技を使う忍空。山吹が透視能力のような力を使う描写がある。
隊長：山吹
技：不明
五番隊・辰忍（たつにん）
大気中の酸素を利用して、炎を操る事のできる忍空。
隊長：赤雷
副隊長：紅（陽紅）
技：空炎掌、空炎風砕など
六番隊・巳忍（みにん）
大地を操る事のできる忍空。地中に潜ったり、崖を崩す事ができる。また、指先による突きを得意とする。
隊長：橙次
副隊長：黄愁
隊員：松正
技：空蛇掌、空幻蛇、空蛇掘、空蛇裂、空裂斬など
七番隊・午忍（うまにん）
空気中の水蒸気を利用し、氷を操る事のできる忍空。空気を液化するほどの低温を作り出せる。忍空の中で最も防御に優れている反面、攻撃力では劣る。
隊長：黄純（アニメでは「バサラ大佐」と名乗る事も）
隊員：玄武（忍空狼の刺客、アニメではバサラ三獣士。原作では流派不明）
技：空氷掌、空氷骸、空氷弾、合わせ鏡の術など
八番隊・未忍（ひつじにん）
植物を操る事のできる忍空。
隊長：緑里
隊員：寿行
技：空狂花、空縛茎、空華忘など
九番隊・申忍（さるにん）
雷を操る事のできる忍空。
隊長：青馬
技：空雷掌、空雷防など
十番隊・酉忍（とりにん）
脚力を活かし、空を飛ぶかのように跳躍できる忍空。空中からの攻撃を得意とする。
隊長：藍朓
副隊長：浜地（忍空狼の刺客・麒麟）
技：空飛拳、空圧飛拳、空脚爪、空翼破など
十一番隊・戌忍（いぬにん）
動物を操る事のできる忍空。十二流派の中でも特に「忍」を重視した流派で、主に諜報活動を行う。
隊長：紫雨
隊員：疾風
技：声空蝉の術、声伝の術など
十二番隊・亥忍（いにん）
水を操る事のできる忍空。
隊長：黒楼
技：空亥牙濤、空亥尖、空亥騰など

## 単行本
NINKU -忍空-
単行本
1. 「風助 一陣の風」 1994年01月11日 ISBN 978-4-08-871106-5
2. 「忍空狼の恐怖」 1994年03月04日 ISBN 978-4-08-871108-9
3. 「さらば師弟の絆」 1994年05月02日 ISBN 978-4-08-871109-6
4. 「新たなる旅立ち」 1994年08月04日 ISBN 978-4-08-871110-2
5. 「干支忍5人衆集結！」 1994年11月04日 ISBN 978-4-08-871885-9
6. 「忍空使い！」 1995年02月03日 ISBN 978-4-08-871886-6
7. 「風の如く風助」 1995年04月04日 ISBN 978-4-08-871887-3
8. 「静動」 1995年08月04日 ISBN 978-4-08-871888-0
9. 「最強の格闘技」 1995年11月02日 ISBN 978-4-08-871889-7

集英社文庫
1. 2006年11月17日 ISBN 4-08-618532-6
2. 2006年11月17日 ISBN 4-08-618533-4
3. 2007年01月18日 ISBN 978-4-08-618534-9
4. 2007年01月18日 ISBN 978-4-08-618535-6
5. 2007年02月16日 ISBN 978-4-08-618536-3
6. 2007年02月16日 ISBN 978-4-08-618537-0

忍空 〜SECOND STAGE 干支忍編〜
1. 「風助」 2006年03月03日 ISBN 978-4-08-874118-5
2. 「凶剣」 2006年10月04日 ISBN 978-4-08-874259-5
3. 「血闘」 2007年04月04日 ISBN 978-4-08-874350-9
4. 「対立」 2007年11月02日 ISBN 978-4-08-874439-1
5. 「復讐」 2008年05月02日 ISBN 978-4-08-874529-9
6. 「炎龍」 2008年11月04日 ISBN 978-4-08-874556-5
7. 「光龍」 2009年05月01日 ISBN 978-4-08-874673-9
8. 「精霊」 2009年11月04日 ISBN 978-4-08-874759-0
9. 「四動」 2010年04月20日 ISBN 978-4-08-870061-8
10. 「永遠」 2010年11月04日 ISBN 978-4-08-870140-0
11. 「核心」 2011年05月02日 ISBN 978-4-08-870231-5
12. 「仲間」 2011年11月04日 ISBN 978-4-08-870309-1

忍空 零 ―忍空短編集―
- 2007年11月02日 ISBN 978-4-08-874440-7

## テレビアニメ
1995年1月14日より1996年2月24日にかけてフジテレビ系列で放送された。全55話。原作（ファーストステージ）をベースにしているものの、舞台設定や一部キャラクターの性格設定と立ち位置が大きく変わっている。
ヒットキャラクターが出なかったとされる1995年の男児キャラクターの中で、本作は『幽☆遊☆白書』よりやや大人しかったものの健闘したと評された。関連商品で好調なのは「キャラチップ」である。
平均視聴率は12.6%、最高視聴率は22.1%だった（ビデオリサーチ調べ、関東地区）。
2015年にはアニメ放送20周年および後述するBlu-ray BOX発売記念の一環として、同年5月にメインキャスト登壇によるイベントが開催された。
前番組『幽☆遊☆白書』と同じくスタジオぴえろ制作、スタッフもほぼ引き続き担当している事もあって、劇中で使われたBGMと効果音が流用されている。
第41話「里穂子の涙・父のおもかげ」は、吉原正行の初の作画監督担当回であり、他の話数とは雰囲気が違う異色回となっている。キャラクターデザインも少し異なっており、キャラクターデザイン担当の西尾鉄也は「（吉原）本人だけのキャラ表があると思う」と語っている。

### 原作との違い
原作のエピソードが少なかったためか、ほとんどがオリジナルエピソードである。
- 敵対勢力が原作での忍空組残党から帝国府に変更。帝国府を打倒した終盤以降は各地を転々としながらヤクザ（第51話）や街の不良（第53話）といった無法者を懲らしめたり、ひょんな事から映画の撮影に参加したりしている。
  - 原作ではパートナーであった黄純が、帝国軍の一員として風助達と敵対する。
- 原作ではペンギンのヒロユキはマゼランペンギンであったが、アニメではケープペンギンに変更されている。
  - また、風助達との出会いの経緯についても、原作では悪党どもから藍朓と共に助けられたのがきっかけであったが（その後風助達が修行の旅に行ってしまったため橙次に預けられた）、アニメでは元々サーカス団の一員だったのが、夜中に特訓をしていた風助達に感化されてついてきたという設定に変更されている。
  - ヒロユキが「デベデベ」などと鳴く様になり、脱糞場面がない。代わりに、原作の橙次の様に放屁する。
- 登場人物の大半はオリジナルキャラである。原作では12人全員が登場した干支忍は、アニメでは6人だけで、他の干支忍は回想シーンなどに登場することもなかった。キャラクターデザインを担当した西尾鉄也によると、ジャンプアニメは、編集や原作者からの注文が多いのが業界内での常識だそうであるが、この作品のキャラクターデザインに関しては、一切それがなかったという[5]。
  - また西尾は、原作に登場していなかった干支忍のオリジナルキャラを考えており、監督に自身が考えたキャラをアニメに出してもらうようアピールしていた。しかし、原作との兼ね合いもあって、実現しなかった[5]。

### ストーリー
物語が始まる7年前、将軍家による帝国制復興を目指す帝国軍と、それに反対する民主勢力からなる共和軍との間で戦争が勃発。国を二分する戦いとなった。
3年後、国内は荒廃し、帝国府は忍空隊と呼ばれるわずか数十名の部隊から成る集団によって壊滅寸前にまで追い込まれていた。しかし、忍空隊を率いていた麗朱は突然忍空隊の解散を命令し、そのまま姿を消してしまう。帝国府はかろうじて大戦に勝利するも、戦後、忍空の力を恐れて討伐に乗り出す。元忍空隊の風助は幼い時に連れ去られた母親を探すため旅に出て、様々な境遇の人々と出逢う。

### 世界観
戦争終結から3年が経ったEDO歴3年の帝国内各地が舞台である。
帝国内には日本人風の人が多く住み、登場人物の名前も日本風が多い。しかし、西洋風の人も民間人・帝国軍に存在する。
言語は現代語と同等の日本語が用いられている。衣服についても、放送当時の現代風なものから近世に見られるような着物や、洋服・チャイナ服まで多種多様。建造物は教会や民家などヨーロッパ風なものが多く見られる一方、和・中華風、はたまた西部劇に出てくるような町まで存在する。また、多くの勢力があり、作中にはマフィア・ヤクザや海賊、忍空とは別の忍者（それも多くの流派がある）などが登場した。
この事から、多民族・多人種・多宗教を内包しつつ、広大な領域を統治する国家という意味での帝国といえる。
文明はそれなりに発達しており、電話・蒸気機関車などの公共物、重機関銃・戦車・航空機（単葉機）などの兵器が存在している。戦車と航空機のデザインから、第二次世界大戦前の1930年代が元になっていると思われる。
ただし、1940年代に開発されたジープが劇中に登場したり、第35話に登場した元エースパイロットの老人・源太郎が、30年前の回想で乗っていた戦闘機が複葉機であったりした事から、史実の1930年代とは技術進歩に10年前後のずれがあると言える。

### 登場勢力

#### 忍空と関係者
忍空隊
前大戦で、「戦争を終わらせるため、市民の平和のため」に戦った部隊。部隊は干支にちなんだ小隊規模に区分されており、それぞれを干支忍と呼ばれる隊長が指揮する。拳銃などの近代武器は使わず、所属する干支によって異なる忍空技を用いて戦う。干支忍ともなれば、帝国軍の一個師団に匹敵する戦力となる。
帝国軍を壊滅寸前まで追いやった集団であったが、物語の冒頭で忍空隊は解散を言い渡されており、EDO歴の現在では、既に隊員たちは散り散りになっている。物語の終盤では、元干支忍の赤雷・黄純・紫雨が援護を行い、帝国軍と戦う風助達を支えた。
オープニングでのナレーションで忍空隊自体を「わずか数十名の部隊」と述べている事から、干支忍によって率いられる各チームの構成員は極めて少なく、少数精鋭である事がわかる。全体で100人未満の部隊ということが読み取れ、12の隊が存在するため、1つの隊の人数は隊長1名.副隊長1名.隊員6名までで、多くても8名までとなる。
風助一行
元・忍空隊一番隊隊長「子忍の風助」、元・忍空隊十番隊隊長「酉忍の藍朓」、元・忍空隊六番隊隊長「巳忍の橙次」に橙次の妹の里穂子と世界一力持ちのペンギン・ヒロユキを加えた、4人と1匹で旅をしている。
風助の旅の目的は、何者かに拉致された母親に会う事。旅の道中で、かつて仲間だった者の裏切りや、現在の帝国による圧政の実情を徐々に知っていく事になる。
当初、帝国による忍空討伐という背景事情もあって、一行は賞金首として帝国軍から懸賞金をかけられ、否応なく帝国軍と戦わざるを得なかった。後に、共通の敵の存在等の理由から、帝国の三大軍師とは和解。また、賞金首の立場からも解放されている。

#### 帝国府
前大戦で辛うじて勝利した。忍空技による徒手空拳を専らとする忍空隊に対し、帝国軍は拳銃や戦車などの近代武器を用いて戦う。戦後においても帝国府は忍空の力を恐れており、情報操作を行って「忍空隊こそ戦争を起こした張本人、極悪非道の集団」とし、忍空の使い手を討伐しようとする。
元々、帝国は将軍家による帝政統治の再興を目的として前大戦を戦っており、戦勝後は一般市民に対して圧政を布いている。食料が豊富に取れる村では帝国府へ食料を強制的に供出（献上）させられ、村人達は満足に食す事ができないほど貧しい生活を強いられている。また、前大戦での勝利はダイオン将軍の功労であるとみなされているが、その裏では腹心のコウチン大僧正が糸を引いており、現在の帝国軍は実質的にコウチンの支配下にある。

##### 将軍家
大戦では、ダイオン将軍がコウチンに促される形で、将軍家による帝国制復興を名目に挙兵し勝利。だが戦後はコウチンによって国を支配され、傀儡状態にあった。帝都には彼らが住まう城がある。
ダイオン将軍の実子である2代目将軍継承者・アレクは、コウチンの策略で首都のEDO城に幽閉されてしまう。

##### アジラダ一派
帝国軍三大軍師の一人であるアジラダと、その配下にある部隊。アジラダは忍空討伐責任者に任命されており、忍空討伐隊を指揮している。作戦司令部としてムルブ砂漠の「要塞城」を使用している。
アジラダは将軍家に固く忠誠を誓っており、コウチンが権勢を振るっている現状をあまり快く思っていない。物語の当初は雷鳴拳という格闘術を駆使し、三大軍師の一人として風助達の前に立ちはだかっていた。
アジラダが風助達に敗れ、行方をくらますと、コウチンは彼を帝国軍から永久追放し、発見次第即刻処刑するよう命令を下す。彼の配下にいた部下も反逆罪に問われて連行された。
後に、将軍家の末裔であるアレクがコウチンに拉致されてしまった事から、アレク奪還のために風助一行の手助けをする。

##### バサラ一派
帝国軍三大軍師の一人であるバサラと、その配下にある部隊。作戦司令部は古城。
バサラの正体は、元・忍空隊七番隊隊長「午忍の黄純」であった。婚約者の死などを経て戦争の虚しさを実感した黄純は心を凍らせ、戦後は帝国軍の軍師として風助たちの前に現れる。バサラの配下にある兵士達は、恐怖心や優しさといった「心の中の弱い部分」を凍らされた者達で、痛みや感情を失くしている。また、バサラの部下の多くは忍空技を伝授されている。
最終的に、風助達と黄純は和解に成功。帝国軍軍師のバサラではなく元・干支忍の黄純となり、風助達とコウチンとの決戦の際には赤雷・紫雨と共に援護を行った。
精鋭隊
バサラが風助達の強さを確かめるために送り込んだ部隊。第4、5話に登場。仮面を被っている。普段は礼拝服のような衣装を身に纏っているが、中には防御スーツを着ており、一般兵は灰色だが隊長のものだけ白い。変わり身の術等の簡単な忍空技が使える他、チェーンソーやクロスボウなどの武器も使用する。
風助達に倒されるが、精鋭と言えど干支忍に敵うはずがない事をバサラは知っており、完全な捨て駒であった。
忍空狼（にんくうろう）
帝国側に寝返るよう風助達を説得し、拒否された場合は抹殺するために差し向けられた部隊。第17話より登場。対忍空部隊として結成され、複数の忍空技が使える。狼長（リーダー）の麒麟をはじめ、隊員のほとんどは元々忍空隊に所属していた。風助達と死闘を繰り広げるが全滅。
バサラ三獣士（バサラさんじゅうし）
風水の谷防衛のためにバサラ自身が優秀な人材を国中探して見出した精鋭部隊。白虎・朱雀・玄武の3人から成る。第27話より登場。

##### メキラ一派
帝国軍三大軍師の一人であるメキラと、その配下にある部隊。主に情報管理・操作などを行う。「忍空隊は悪で帝国軍こそが正義である」と一般市民に信じ込ませたのも彼女らの宣伝活動による。
忍空討伐を担当していたアジラダが失脚して以降は、こちらの任務も担当するようになる。
元々メキラは小さな南の島の出身であり、部隊は同じ国の出身の女性だけで構成されている。部隊のメンバーは催眠をかける技術に長けており、彼女自身も幻術の使い手である。
メキラは忍空によって自分の祖国が滅ぼされたと思っており、当初は忍空を憎んでいた。しかし、後にコウチンの仕業と知って風助達と和解し、帝国軍を抜けて祖国に帰っていった。

##### その他のキャラクター
くのいち隊
隊長のマキ以外は全員女性で構成された特殊部隊。第9、10話に登場。隊員はいずれも戦災で未亡人になるなどの過去がきっかけでマキに拾われている。正規軍とは違い、情報活動等の「汚れ仕事」を行う一方、大戦時は戦災救助もしていた。風助によって全滅させられる。
特殊部隊
正確な狙撃やカモフラージュなど、野戦を得意とする部隊。第30話に登場。山中にて演習中、偶然風助達を発見。忍空討伐隊より優れている事を誇示すべく、本部へ連絡せず自ら風助達を襲うが、自然と調和していないカモフラージュを見抜いたゆうじの指示によって倒される。

### 登場兵器・施設

#### 帝国軍
装甲車
機銃の砲塔とゴムタイヤを装備した4輪車。必ずと言っていいほど、下記の自走砲と一緒に前線に登場する事が多く、その度に数多くの車両が風助達の手で破壊されており、やられメカ扱いされている。また、非武装で6輪車の別車種もあり、バサラがアジラダのいるムルブ砂漠の要塞城に向かう時に搭乗するなど、こちらは輸送車として使用されている。
自走砲
軍用トラックに大口径の砲を設置した姿をしており、装甲などは一切付いていない。上記の装甲車と同じく多くの前線に登場しては、風助達に撃破されるやられ役を演じている。砲は走りながら発射可能で、対空砲としても使用している。
陸上戦艦
正式名称はA101（エー・いちまるいち）型陸上戦艦。変形移動可能な大型要塞として大戦中に開発されていたが、膨大な人手と費用がかかり、開発中に終戦を迎えたため、未完成に終わった。陸上戦艦について詳しく解説する里穂子に感心した橙次に対して、里穂子が「新聞読んでれば常識」と発言した事から、一般に報道公開されているようである。
巨大建造物に大小様々な無数の砲塔と無限軌道を設置したような外見で、艦橋と煙突からかろうじて戦艦としての面影が見える。塗装は黄色。数ある武装の中でも強力な、大人の背丈の2倍近くある大口径の「メガロ砲」を正面左側に装備している。
アジラダは未完成の機体をムルブ砂漠に設置し、作戦司令部「要塞城」として利用している。本体の約半分を砂漠に埋め、本体にレンガ壁の建造物、周りに城壁と地雷原を設置するなどして、建造物にカモフラージュしていた。また、アジラダは自室の床下の水槽にサメを飼っていた。
第6話で風助達に襲撃された際、通風孔と勘違いした藍朓に促されて、風助・ヒロユキ・里穂子がメガロ砲に侵入。そのまま藍朓に向けて発射されるが、脱出した風助の風圧掌によって弾丸の向きを変えられ、艦橋をかすめて右後部に被弾。その後、風助達は再び内部に侵入し、バサラと名を変え帝国軍に寝返った黄純と対面した。
第7話にて、動力室に火が回った事を知ると、アジラダは操舵を外部の環境に変更し、爆薬庫の開放と5分以内の退避を命令。快く思っていないバサラ（黄純）もろとも風助達を爆殺しようとするが、失敗に終わる。アジラダはこの時、陸上戦艦を「無用の長物」と評して放棄した。
第47話からは、ガウニーによって「完全バージョン」として完成され、将軍家を支援するアジラダの作戦司令部として登場した。最初は帝国軍の猛攻に防戦に徹していたが、コウチンにEDO城を破壊され、アレクの安否を案じたため、「空中戦艦」として浮遊し敵陣を強行突破。その後、流血の塔に接近し、応戦しながらアレクの救出を試みる。
実は「空中戦艦」とは、何隻もの飛行船で陸上戦艦を吊り上げたもので、厚い雲で飛行船が隠れていたために空を飛んでいるように見えたのだった。コウチンはこれを見破っており、飛行船に攻撃を加えられて操縦不能になり、そのまま背後に第二撃を受け墜落、大破した。
劇中でガウニーは陸上戦艦を「私の最高傑作」と呼んでおり、大戦中に陸上戦艦の開発に携わっていた事がわかる。また、完全に爆破されたムルブ砂漠の機体を再生するには、時間的に無理が生じるため、これとは別の機体が存在していた事も窺わせる。

### スタッフ
- 原作：桐山光侍（集英社『ジャンプコミックス』刊）
- 製作：布川ゆうじ（スタジオぴえろ）
- 企画：大野実（読売広告社）
- プロデューサー：清水賢治、金田耕司（フジテレビ）、木村京太郎（読売広告社）、萩野賢（スタジオぴえろ）
- シリーズ構成：橋本裕志
- メインキャラクターデザイン：北山真理
- キャラクターデザイン：西尾鉄也
- オープニング・エンディングアニメーション：西尾鉄也、水野和則
- 美術デザイン：池田祐二
- 美術監督：高田茂祝
- 撮影監督：福島敏行
- 音楽：本間勇輔
- 音響監督：水本完
- 監督：阿部紀之
- 背景：スタジオワイエス、アトリエブーカ
- 機械設計：小林裕也
- 色彩構成原案：いわみみか
- 色指定：岡弘行、藤川千奈実、遠藤祐子
- 編集：厨川治彦、植松淳一
- 効果：加藤昭二（アニメサウンドプロダクション）
- 制作：フジテレビ、読売広告社、studioぴえろ

### 放送リスト
| 話数 | サブタイトル               | 脚本           | 演出              | 絵コンテ          | 作画監督   | 美術            | 初回放送日     |
| ---- | -------------------------- | -------------- | ----------------- | ----------------- | ---------- | --------------- | -------------- |
| 1    | 子忍の風助!                | 橋本裕志       | 阿部紀之          | 阿部紀之          | 千葉道徳   | 長﨑斉          | 1995年 1月14日 |
| 2    | 酉忍隊長登場               | 橋本裕志       | 橋本みつお        | 橋本みつお        | 星和伸     | 高橋忍          | 1月21日        |
| 3    | 大地の橙次!                | 橋本裕志       | うえだしげる      | 榎本明広          | 榎本明広   | 工藤英昭        | 1月28日        |
| 4    | 襲撃者たち                 | 橋本裕志       | 小柴純弥          | 小柴純弥          | 井上敦子   | 高田茂祝        | 2月4日         |
| 5    | 勝身煙たつ!                | 橋本裕志       | 水野和則          | 高橋資祐          | 高橋資祐   | 高橋忍          | 2月11日        |
| 6    | 恐怖の要塞城!              | 上代務         | 下田正美          | 下田正美          | 千葉道徳   | 工藤英昭        | 2月18日        |
| 7    | 氷の黄純!                  | 上代務         | 小柴純弥          | 阿部紀之          | 双堂健     | 高田茂祝        | 2月25日        |
| 8    | 閉ざされた心               | 橋本裕志       | 立花源十郎        | 立花源十郎        | 星和伸     | 高橋忍          | 3月4日         |
| 9    | 母の子守唄                 | 橋本裕志       | 松井仁之          | 松井仁之          | 井上敦子   | 工藤英昭        | 3月11日        |
| 10   | 悲しい別れ                 | 橋本裕志       | うえだしげる      | 榎本明広          | 榎本明広   | 高田茂          | 3月18日        |
| 11   | 苦狼門の試練               | 上代務         | 小柴純弥          | 小柴純弥          | 千葉道徳   | 高橋忍          | 3月25日        |
| 12   | 強くなる方法               | 上代務         | 下田正美          | 下田正美          | 井上敦子   | 工藤英昭        | 4月1日         |
| 13   | 遠い約束!                  | 田村竜         | 阿部紀之          | 阿部紀之          | 神戸洋行   | 高田茂祝        | 4月8日         |
| 14   | 痛みを越えて               | 橋本裕志       | 立花源十郎        | 立花源十郎        | 崔ふみひで | 高橋忍          | 4月15日        |
| 15   | 本当の勇気!                | 橋本裕志       | 松井仁之          | 松井仁之          | 西尾鉄也   | 工藤英明        | 4月22日        |
| 16   | 伝説の森!                  | 橋本裕志       | 小柴純弥          | 榎本明広          | 榎本明広   | 高田茂祝        | 4月29日        |
| 17   | 忍空狼の罠!                | 上代務         | 下田正美          | 高橋資祐          | 高橋資祐   | 高橋忍          | 5月6日         |
| 18   | 絶体絶命!!                 | 上代務         | 野上和男          | うえだひでひと    | 西田正義   | 工藤英昭        | 5月13日        |
| 19   | 激闘の果てに               | 上代務         | 水野和則          | 水野和則          | 千葉道徳   | 高田茂祝        | 5月20日        |
| 20   | イルカと少年               | 上代務         | 下田正美          | 下田正美          | 田中良     | 高田茂祝        | 5月27日        |
| 21   | 地獄の洞くつ               | 田村竜         | 水野和則          | 小柴純弥          | 神戸洋行   | 工藤英昭        | 6月3日         |
| 22   | 雷鳴拳の恐怖               | 橋本裕志       | 立花源十郎        | 工藤紘 立花源十郎 | 崔ふみひで | 高田茂祝        | 6月10日        |
| 23   | 炎の赤雷!                  | 橋本裕志       | 松井仁之          | 松井仁之          | 千葉道徳   | 高橋忍          | 6月17日        |
| 24   | 自由への反乱               | 上代務         | 阿部紀之          | 榎本明広          | 榎本明広   | 工藤英昭        | 6月24日        |
| 25   | 父と子!                    | 上代務         | -                 | 高橋資祐          | 高橋資祐   | 高田茂祝        | 7月1日         |
| 26   | さらばヒロユキ             | 橋本裕志       | 水野和則          | 水野和則          | 神戸洋行   | 高橋忍          | 7月8日         |
| 27   | 風水の谷!                  | 田村竜         | 下田正美          | 榎本明広          | 榎本明広   | 工藤英昭        | 7月15日        |
| 28   | 魔の三獣士!                | 橋本裕志       | 野上和男          | 荒川真嗣          | 西田正義   | 高田茂祝        | 7月22日        |
| 29   | 天空龍現る!                | 橋本裕志       | 阿部紀之 高柳滋仁 | 阿部紀之          | 若林厚史   | 高橋忍          | 7月29日        |
| 30   | 姿なき狙撃者               | 上代務         | 立花源十郎        | 立花源十郎        | 崔ふみひで | -               | 8月5日         |
| 31   | 包囲網を破れ               | 橋本裕志       | 水野和則          | 榎本明広          | 榎本明広   | 高田茂祝        | 8月12日        |
| 32   | 目覚めろ赤雷!!             | 橋本裕志       | 松井仁之          | 松井仁之          | 田中良     | 高橋忍          | 8月19日        |
| 33   | 危機への序章               | 田村竜         | 新房昭之          | 高橋資祐          | 高橋資祐   | 工藤英昭        | 8月26日        |
| 34   | 死を呼ぶ幻!                | 橋本裕志       | 下田正美          | 阿部紀之          | 千葉道徳   | 高田茂祝        | 9月2日         |
| 35   | 大空の勇者!                | 上代務         | 野上和男          | 西田正義          | 西田正義   | 柴田正人        | 9月9日         |
| 36   | 謎の少年!!                 | 田村竜         | 阿部紀之 高柳滋仁 | 阿部紀之 高柳滋仁 | 神戸洋行   | 高橋忍          | 9月16日        |
| 37   | 別れの約束                 | 橋本裕志       | 立花源十郎        | 立花源十郎        | 崔ふみひで | 工藤英昭        | 9月23日        |
| 38   | 風水の岬!                  | 田村竜         | 水野和則          | 水野和則          | 千葉道徳   | 高田茂祝        | 10月7日        |
| 39   | 砕けた氷!? 天空龍再び!!    | 橋本裕志       | 水野和則          | 榎本明広          | 榎本明広   | 高橋忍          | 10月14日       |
| 40   | 技激突! 霧使いVS風使い     | 橋本裕志       | 松井仁之          | 松井仁之          | 神戸洋行   | 工藤英昭        | 10月28日       |
| 41   | 里穂子の涙・父のおもかげ   | 藤田伸三       | 新房昭之          | 吉原正行          | 吉原正行   | 高田茂祝        | 11月4日        |
| 42   | 怒りの拳! 忍空斬りの男     | 田村竜         | 高柳滋仁          | 高橋資祐          | 高橋資祐   | 高橋忍          | 11月11日       |
| 43   | 恐怖の館! 謎の幽霊屋敷     | 藤田伸三       | 野上和男          | 西田正義          | 西田正義   | 工藤英昭        | 11月18日       |
| 44   | 対決!? 手裏剣使いの友情    | おおいとしのぶ | 水野和則          | 榎本明広          | 井上敦子   | 高田茂祝        | 11月25日       |
| 45   | ミス忍空! 検問突破作戦!!   | 橋本裕志       | 立花源十郎        | 立花源十郎        | 崔ふみひで | 高橋忍          | 12月2日        |
| 46   | 月夜の刺客! 封じられた技   | 橋本裕志       | 高柳滋仁          | 高柳滋仁          | 神戸洋行   | 工藤英昭        | 12月9日        |
| 47   | 首都へ! 正義の反乱者たち!  | 田村竜         | 松井仁之          | 阿部紀之          | 千葉道徳   | 高田茂祝        | 12月16日       |
| 48   | 蘇る記憶! 母をさらった男!  | 橋本裕志       | 山口頼房          | 榎本明広          | 榎本明広   | 高橋忍          | 12月23日       |
| 49   | 解き放たれた力! 決戦の時   | 橋本裕志       | 水野和則          | 水野和則 阿部紀之 | 神戸洋行   | 工藤英昭        | 1996年 1月13日 |
| 50   | 力を越えろ風助! 最大空力!! | 橋本裕志       | 阿部紀之          | 阿部紀之          | 西尾鉄也   | 高田茂祝        | 1月20日        |
| 51   | 雇われ用心棒! 夕日の決闘   | 橋本裕志       | 立花源十郎        | 立花源十郎        | 崔ふみひで | 高橋忍          | 1月27日        |
| 52   | 風助の強盗退治! 仮面男の謎 | 田村竜         | 水野和則          | 高橋資祐          | 高橋資祐   | 工藤英昭        | 2月3日         |
| 53   | 友情の舞台! ヒロユキの秘密 | 橋本裕志       | 高柳滋仁          | 高柳滋仁          | 千葉道徳   | 高田茂祝        | 2月10日        |
| 54   | 消えた札束!! 悪者は誰だ?!  | 橋本裕志       | 松井仁之          | 榎本明広          | 榎本明広   | 高橋忍          | 2月17日        |
| 55   | 風助、映画スターになる?!   | 田村竜         | 山口頼房          | 山口頼房 神戸洋行 | 神戸洋行   | 工藤英昭 高橋忍 | 2月24日        |

### ネット局
放送時間は1995年9月中旬 - 10月上旬時点、系列は番組終了時（1996年2月）のもの。
| 放送対象地域   | 放送局             | 系列                                         | 放送時間 | ネット形態 |
| -------------- | ------------------ | -------------------------------------------- | --- | ---------- |
| 関東広域圏     | フジテレビ         | フジテレビ系列                               | 土曜 18:30 - 19:00 | 制作局     |
| 北海道         | 北海道文化放送     | フジテレビ系列                               | 土曜 18:30 - 19:00 | 同時ネット |
| 岩手県         | 岩手めんこいテレビ | フジテレビ系列                               | 土曜 18:30 - 19:00 | 同時ネット |
| 宮城県         | 仙台放送           | フジテレビ系列                               | 土曜 18:30 - 19:00 | 同時ネット |
| 新潟県         | 新潟総合テレビ     | フジテレビ系列                               | 土曜 18:30 - 19:00 | 同時ネット |
| 長野県         | 長野放送           | フジテレビ系列                               | 土曜 18:30 - 19:00 | 同時ネット |
| 静岡県         | テレビ静岡         | フジテレビ系列                               | 土曜 18:30 - 19:00 | 同時ネット |
| 中京広域圏     | 東海テレビ         | フジテレビ系列                               | 土曜 18:30 - 19:00 | 同時ネット |
| 近畿広域圏     | 関西テレビ         | フジテレビ系列                               | 土曜 18:30 - 19:00 | 同時ネット |
| 岡山県・香川県 | 岡山放送           | フジテレビ系列                               | 土曜 18:30 - 19:00 | 同時ネット |
| 広島県         | テレビ新広島       | フジテレビ系列                               | 土曜 18:30 - 19:00 | 同時ネット |
| 福岡県         | テレビ西日本       | フジテレビ系列                               | 土曜 18:30 - 19:00 | 同時ネット |
| 長崎県         | テレビ長崎         | フジテレビ系列                               | 土曜 18:30 - 19:00 | 同時ネット |
| 青森県         | 青森放送           | 日本テレビ系列                               | 木曜 15:55 - 16:25 | 遅れネット |
| 秋田県         | 秋田テレビ         | フジテレビ系列                               | 月曜 16:55 - 17:25 | 遅れネット |
| 福島県         | 福島テレビ         | フジテレビ系列                               | 土曜 17:30 - 18:00 | 遅れネット |
| 富山県         | 富山テレビ         | フジテレビ系列                               | 土曜 17:30 - 18:00 | 遅れネット |
| 石川県         | 石川テレビ         | フジテレビ系列                               | 日曜 9:30 - 10:00 | 遅れネット |
| 福井県         | 福井テレビ         | フジテレビ系列                               | 水曜 16:30 - 17:00 | 遅れネット |
| 山梨県         | 山梨放送           | 日本テレビ系列                               | 月曜 16:30 - 17:00 | 遅れネット |
| 島根県 鳥取県  | 山陰中央テレビ     | フジテレビ系列                               | 木曜 17:30 - 18:00 | 遅れネット |
| 徳島県         | 四国放送           | 日本テレビ系列                               | 月曜 17:30 - 18:00 | 遅れネット |
| 愛媛県         | テレビ愛媛         | フジテレビ系列                               | 火曜 16:55 - 17:25 | 遅れネット |
| 佐賀県         | サガテレビ         | フジテレビ系列                               | 土曜 6:00 - 6:30 | 遅れネット |
| 熊本県         | テレビ熊本         | フジテレビ系列                               | 金曜 17:30 - 18:00（1995年1月20日 - 1995年3月31日） 金曜 16:30 - 17:00（1995年4月7日 - 1995年9月29日） 月曜 16:30 - 17:00（1995年10月2日 - 1996年3月11日） | 遅れネット |
| 大分県         | テレビ大分         | 日本テレビ系列 フジテレビ系列                | 水曜 16:30 - 17:00 | 遅れネット |
| 宮崎県         | テレビ宮崎         | フジテレビ系列 日本テレビ系列 テレビ朝日系列 | 水曜 16:30 - 17:00 | 遅れネット |
| 鹿児島県       | 鹿児島テレビ       | フジテレビ系列                               | 日曜 9:30 - 10:00 | 遅れネット |
| 沖縄県         | 沖縄テレビ         | フジテレビ系列                               | 月曜 17:30 - 18:00 | 遅れネット |

### 主題歌
※ これらの主題歌は、2015年発売されたBlu-ray BOX 1の追加特典（バンダイビジュアル直販サイト「BVC」からの購入限定）「主題歌コンプリートCD」と題して同梱。
オープニングテーマ
『輝きは君の中に』
作詞 - 中島章子 / 作曲 - 山石敬之 / 編曲 - 井上鑑 / 歌 - 鈴木結女

エンディングテーマ
- 第1話 - 第28話
『それでも明日はやってくる』
作詞・作曲・歌 - 鈴木結女 / 編曲 - 崩場将夫
- 第29話 - 第50話
『空の名前』
作詞 - 山田ひろし・鈴木結女 / 作曲・歌 - 鈴木結女 / 編曲 - 吉田智
- 第51話 - 第55話
『それぞれの明日へ』
作詞・歌 - 鈴木結女 / 作曲 - 土橋雅樹 / 編曲 - 西脇辰弥

| フジテレビ 土曜18:30 - 19:00枠               | フジテレビ 土曜18:30 - 19:00枠                 | フジテレビ 土曜18:30 - 19:00枠                      |
| 前番組                                       | 番組名                                         | 次番組                                              |
| -------------------------------------------- | ---------------------------------------------- | --------------------------------------------------- |
| 幽☆遊☆白書 （1992年10月10日 - 1995年1月7日） | NINKU -忍空- （1995年1月14日 - 1996年2月24日） | みどりのマキバオー （1996年3月2日 - 1997年7月12日） |

### 映画版
- テレビアニメ化前の1994年10月から『ジャンプ・スーパー・アニメツアー'95』の枠内で『NINKU -忍空- ナイフの墓標』が劇場公開され、VHSとしてレンタルも行われた。なお、忍空の組織の名称については原作と同様『忍空組』となっている。
- メインの声優陣はテレビアニメ版へと継続されており、本作に登場するオリジナルヒロインキャラの麻琴は、テレビアニメ版での里穂子役である林原めぐみが担当している。またエンディングテーマに「それでも明日はやってくる」が使用され、こちらもテレビアニメ版に継続使用されている。

後述するDVD-BOX化された際には本作品だけ唯一未収録（単品DVDとしても未販売）だったが、2015年に発売されたBlu-ray BOXで初のセルソフト収録。
キャスト
風助 - 松本梨香
藍朓 - 真殿光昭
橙次 - 小杉十郎太
麻琴 - 林原めぐみ
佐吉 - 石田彰
大介 - 大川透
小政 - 鈴木勝美
暁海 - 小関一
螺旋龍 - 谷口節
牢番 - 稲葉実
村人 - 岡和男、石田敦
老婆 - 種田文子
- 1995年7月15日に『'95夏東映アニメフェア』の一環として、劇場版『NINKU -忍空-』が公開。こちらもBlu-ray BOXに映像特典として収録。

### 映像ソフト化
VHS
1990年代にポニーキャニオンから全13巻と劇場版VHSがリリースされたが、現在は全巻廃盤となっている。
LD
1996年3月21日に東映ビデオから劇場版のLD(レーザーディスク)がリリースされたが、現在は廃盤となっている。
DVD-BOX
2004年2月25日にDVD-BOX1が、同年3月21日にはDVD-BOX2が発売されたが、現在はBOX1・BOX2ともに廃盤となっている。
発売元 - デジタルサイト 販売元 - ジェネオンエンタテインメント
Blu-ray BOX
2015年、テレビ放送20周年記念として、バンダイビジュアルから全話を概ね2分割してBlu-ray-BOXを2セット発売（Blu-ray BOX 1 2015年6月26日、Blu-ray BOX 2 同年8月26日発売）。
セル塗り・フィルム撮影時代のテレビアニメにおけるBD化では定番となっているHDリマスターテレシネ処理を全話で実施。一部の特典映像（『ナイフの墓標』など）ではマスターネガフィルムを使用し、更なる高画質化収録が成されている。
特典収録としてBlu-ray BOX 1には完全新作オーディオドラマも含まれている。

## ゲームソフト
- 1995年7月14日 ゲームボーイ用ソフト『NINKU -忍空-』（トミー） - 初のゲーム作品。
- 1995年11月 ゲームボーイ用ソフト『NINKU -忍空- 第2弾 忍空戦争編』（トミー）
- 1995年7月21日 ゲームギア用ソフト『NINKU -忍空-』（セガ）
- 1995年11月3日 ゲームギア用ソフト『忍空外伝 ヒロユキ大活劇』（セガ）
- 1995年12月22日 ゲームギア用ソフト『忍空2 天空龍への道』（セガ）
- 1995年 PlayStation用ソフト『NINKU -忍空-』（トミー）
- 1996年 セガサターン用ソフト『NINKU -忍空- 〜強気な奴等の大激突!〜』（セガ）
- 2006年 ニンテンドーDS用ソフト『ジャンプアルティメットスターズ』（任天堂） - ゲーム中の1作品として登場。

## ゲームアプリ
- 2017年 スマートフォン用アプリ『週刊少年ジャンプ オレコレクション!』（バンダイナムコエンターテインメント） - ゲーム中の1作品として登場。
- 2018年 スマートフォン用アプリ『ジャンプチ ヒーローズ』（LINE） - ゲーム中の1作品として登場。
- 2018年 スマートフォン用アプリ『週刊少年ジャンプ 実況ジャンジャンスタジアム』（コナミデジタルエンタテインメント） - ゲーム中の1作品として登場。

## 忍空 -NINKU-
1993年の『週刊少年ジャンプ Winter Special』に掲載された、本作の原点とされる読み切り作品。連載版と比較すると、風助が登場する事や「空手と忍術を組み合わせた格闘技」という忍空の基本概念が使用されている事以外は、世界観や設定が大きく異なる。現在では、2007年に発売された『忍空 零 -忍空短編集-』で読む事が可能。

### ストーリー
新聞配達をしながら「忍空」を学ぶ少年・風助は、ある時風助と同じく忍空を使う青年・文紫と出会う。文紫はかつて風助の兄・竜道と互角の勝負を演じ、10年後に再戦を誓い合った男だったが、竜道はすでに他界していた。文紫は風助の中に竜道の姿を感じると同時に彼が竜道を超えている事に気付き、風助に決闘を申し込む。

## 補足
- ペンギンのヒロユキの名前の由来は、当時のアシスタントの名前から取ったもの。
- 作者は本作の連載前に『週刊少年サンデー』（小学館）で野球漫画『戦国甲子園〜九犬士伝説〜』を連載していた。この『戦国甲子園』から本作に転用されたキャラクターは数多く、主人公の風助のモデルになったキャラクターも登場している。
- 漫画『NARUTO -ナルト-』の作者、岸本斉史は自他共に認める本作の大ファンであり、文庫本に収録されているイラストに「忍空の続きが読みたくてNARUTOを描いた」と載せている[8]。
- 通常のエンド5秒では主人公の風助が顔のみ丸くズームアップされてから、「今度も頑張るぞ!」と言うものだった。しかし、1995年ワールドカップバレーボールの開催期間と重複していた時期に限り、フジテレビ系列でのバレーボール大会のマスコットキャラクターであるバボちゃんと風助の目玉が似ていることから、そのエンド5秒ではセリフはなかったものの、前半は風助で後半はバボちゃんに目玉と（後ろ向きにかぶった）野球帽の位置以外すべて切り替わるバージョンも放送されたことがある（そのため、ここでのバボちゃんは、本来の姿に加えて野球帽をかぶった姿になる）。このバージョンは、後にフジテレビ系列外で再放送された際も、そのまま使用されている[注 6]。